# Шариські Соколовці
Шариські Соколовці, або Шариські Соколівці (словац. Šarišské Sokolovce) — село в Словаччині, Сабинівському окрузі Пряшівського краю.
Уперше згадується у 1307 році.
У селі є римо—католицький костел з 1714 року, в частині фундаменту виявлені залишки старішої сакральної споруди з половини 14 століття.

## Географія
Розташоване в північно-східній частині Словаччини на південних схилах Чергівських гір в долині Великого потока. Протікає Якубованський потік.

## Населення
| Рік:            | 1994. | 2004.   | 2014.   | 2024.    |
| --------------- | ----- | ------- | ------- | -------- |
| Кількість осіб: | 496   | 517     | 558     | 651      |
| Різниця:        |       | +4,23 % | +7,93 % | +16,66 % |

| Рік:            | 2023. | 2024.   |
| --------------- | ----- | ------- |
| Кількість осіб: | 626   | 651     |
| Різниця:        |       | +3,99 % |

У селі проживає 513 осіб.
Національний склад населення (за даними останнього перепису населення — 2001 року):
- словаки — 99,60 %,
- українці — 0,20 %.

Склад населення за приналежністю до релігії станом на 2001 рік:
- римо-католики — 95,20 %,
- греко-католики — 3,60 %,
- православні — 0,20 %,
- не вважають себе вірянами або не належать до жодної вищезгаданої конфесії — 1,00 %.

## Географія
Протікає Великий потік.